# 梅里耶 (弗里堡州)
梅里耶是瑞士的城鎮，位於該國西部，由弗里堡州負責管轄，面積.34平方公里，海拔高度435米，2011年人口601，六成人口信奉基督教，人口密度每平方公里1768人。

## 外部連結
- Official website （德文）/（法文）